# The Jackson 5
I Jackson 5 (in inglese The Jackson 5), successivamente conosciuti come Jacksons (in inglese The Jacksons), sono un gruppo musicale statunitense formatosi negli anni Sessanta a Gary, Indiana, composto inizialmente dai cinque fratelli Jackie, Tito, Jermaine, Michael e Marlon Jackson (in seguito si aggiunse anche Randy), membri della famiglia Jackson.
Furono la prima band nella storia della musica a piazzare i primi quattro singoli consecutivamente alla posizione numero uno della classifica generale di Billboard, una delle prime di artisti afroamericani ad avere successo a livello internazionale dopo i Four Tops e i Temptations, e il primo gruppo di teen idols afroamericani di fama internazionale.
Tra la fine degli anni Sessanta e l'inizio degli anni Settanta portarono diversi brani ai vertici delle classifiche musicali statunitensi e divennero un fenomeno culturale giovanile che generò merchandise col loro nome e che li rese anche protagonisti di un cartone animato.
Il gruppo ha venduto oltre 100 milioni di dischi in tutto il mondo portando 9 successi al n.1 delle classifiche americane e 14 canzoni nella top ten, venendo candidati 3 volte ai Grammy Award mentre 3 loro canzoni furono inserite nella Grammy Hall of Fame. Nel 1997 furono ammessi alla Rock and Roll Hall of Fame e nel 1999 alla Vocal Group Hall of Fame. Dal 3 settembre 1980 il loro nome è inoltre presente tra le celebrità della prestigiosa Hollywood Walk of Fame di Los Angeles. Il gruppo è anche noto per aver lanciato la carriera solista di Michael Jackson il quale, oltre ad essere il leader della band, a partire dalla metà degli anni Settanta ne divenne anche il principale autore.

## Storia

### Genesi del gruppo e primi anni (1963-1968)
Il gruppo si formò nel 1963 quasi per caso a Gary, Indiana. I fratelli Jackson più grandi, Tito, Jackie e Jermaine, erano soliti prendere di nascosto la chitarra del padre Joseph, detto Joe, quando questi era al lavoro, per suonare e cantare insieme. Una sera Tito ruppe una delle corde della chitarra e, resosi conto che era troppo tardi per andare a un negozio di strumenti musicali e comprare una nuova corda, insieme ai fratelli ripose lo strumento, sperando che il padre non si accorgesse che erano stati loro. Quando Joe Jackson scoprì l'accaduto, si infuriò con i figli; Tito lo implorò di perdonarli e cercò di convincerlo che erano capaci di suonare e cantare. Il padre, allora, chiese loro di mostrargli che cosa erano capaci di fare: i fratelli si misero a suonare e cantare e Joe scoprì che avevano talento. Decise così di cominciare ad allenarli per formare un gruppo musicale formato di soli membri della famiglia, del quale sarebbe divenuto lui stesso il manager.
I tre componenti iniziali erano Jackie, Tito e Jermaine, ma nel 1964, quando ne furono scoperte le doti canore dalla madre Katherine, si unì a loro il piccolo Michael, che andò a rimpiazzare Jermaine come voce principale. In seguito, sempre su richiesta della madre, che non voleva che nessun fratello maschio fosse lasciato fuori, si aggiunse anche Marlon, l'altro piccolo dei cinque, che Joe aveva scartato, convinto che avesse meno talento degli altri fratelli. Furono i genitori a scegliere il nome della band, "The Jackson Brothers 5", che però fu subito ritenuto troppo lungo e accorciato in "The Jackson 5" (negli anni reso graficamente anche come Jackson Five, Jackson 5ive o J5).
La loro prima esibizione in pubblico si tenne il 29 agosto 1965, giorno del settimo compleanno di Michael, al centro commerciale Big Top di Gary. Tra il 1966 e il 1968 realizzarono spettacoli in un circuito di locali per neri del Midwest noto come Chitlin' Circuit, spesso aperto anche a spogliarellisti (quest'ultimo fatto causò qualche trauma ai due fratelli più piccoli). Nel 1966 vinsero una gara locale, grazie soprattutto all'interpretazione vocale di Michael di I Got You (I Feel Good) di James Brown.
Sotto lo sguardo attento del padre, i cinque affinarono le loro capacità di cantanti e ballerini e l'anno successivo ottennero di essere scritturati dalla locale casa discografica Steeltown Records e di incidere il loro primo singolo, Big Boy. Nel 1968 il brano fu pubblicato e trasmesso dalle radio locali dell'Indiana e i cinque iniziarono a esibirsi in concerti a pagamento.
Presto furono notati dal cantante Bobby Taylor del gruppo Bobby Taylor & the Vancouvers e questi, a sua volta, li portò all'attenzione di Berry Gordy, presidente della Motown Records, etichetta discografica famosa per produrre soli artisti neri. Gordy però rispose a Taylor che non ne voleva sapere di gestire altri adolescenti, a causa di tutte le leggi restrittive che salvaguardavano il lavoro minorile, ma rallentavano la produzione di eventuali album. A questo proposito, Gordy rispose che “Uno bastava e avanzava” (riferendosi al giovane Stevie Wonder che la Motown aveva lanciato) e pertanto acconsentì a far fare loro un provino registrato a cui però il boss dell'etichetta discografica non era presente, con grande sconforto di Joe Jackson e dei ragazzi che si erano preparati duramente per questo. Quando però Gordy visionò il filmato del provino rimase molto colpito, specialmente per le doti del giovane Michael, tanto che decise di metterli subito sotto contratto: la Motown li avrebbe presto portati al successo. Per poter gestire al meglio una carriera che stava prendendo avvio, Joe e i cinque fratelli lasciarono Gary e si trasferirono a Los Angeles l'anno stesso, lasciando a Gary la madre Katherine con le sorelle più grandi, Rebbie e La Toya, e con i fratelli più piccoli, Janet e Randy, che li avrebbero raggiunti solo in seguito. Per affinare al meglio le loro doti canore e da palcoscenico, i tre fratelli più grandi andarono a vivere direttamente nella villa di Gordy mentre Michael e Marlon in quella di Diana Ross. Inoltre fu affiancata loro la consulente creativa Suzanne de Passe, che servì per aiutare i giovani fratelli a migliorare la loro presenza scenica e a insegnare loro come comportarsi durante le interviste e gli eventi pubblici oltre ad aiutarli nella dizione, dato che i fratelli avevano un forte accento dell'Indiana.

### Gli anni della Motown e i primi successi (1969-1976)

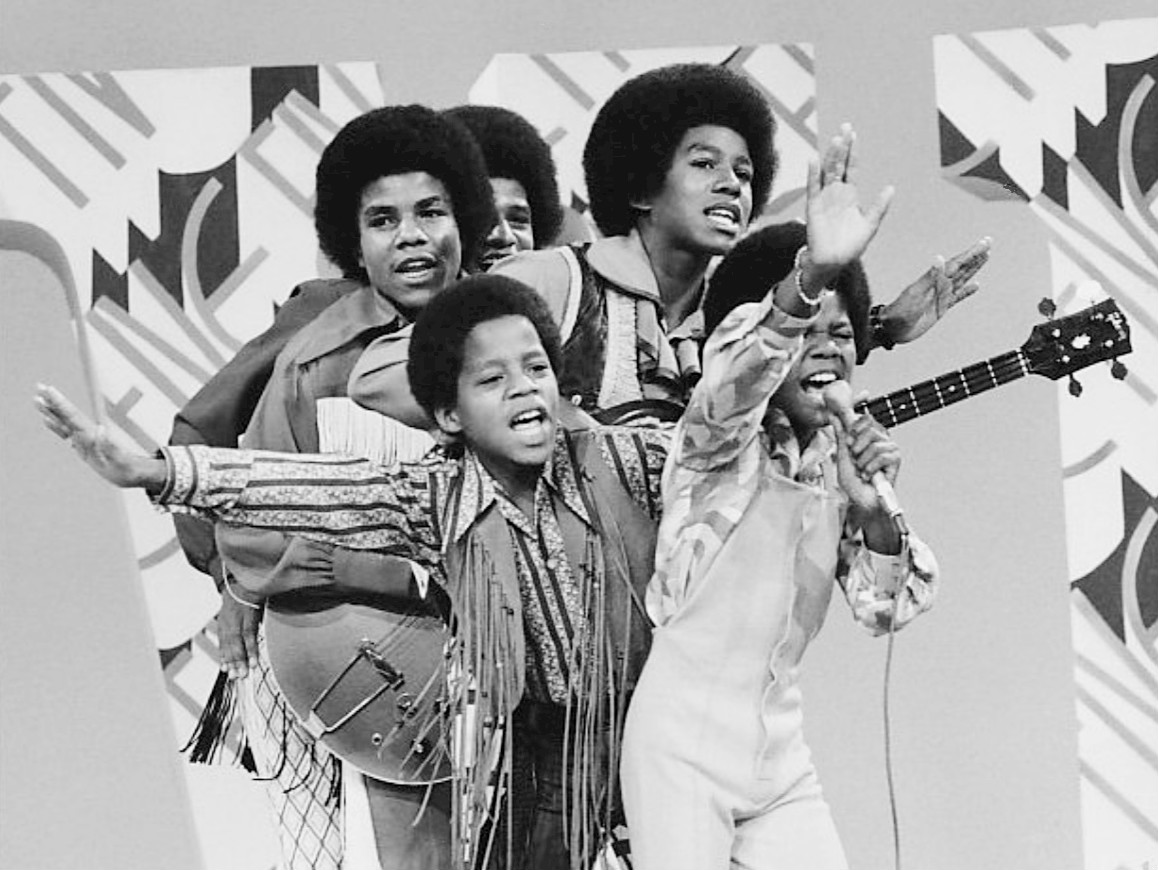
I Jackson 5 in un'esibizione live nel 1970. Michael Jackson (col microfono in mano) aveva 12 anni.

Come spiegato per la prima volta nel documentario The Legend Continues e nella biografia Moonwalk (entrambi del 1988), nonostante i ragazzi fossero stati portati alla Motown da Bobby Taylor, Gordy li lanciò cucendoci sopra la leggenda secondo la quale a scoprirli sarebbe stata Diana Ross, perché quest'ultima era allora la cantante di punta della casa discografica. Il loro album di lancio, del 1969, venne intitolato infatti Diana Ross Presents the Jackson 5. A trainarlo fu il singolo I Want You Back, che si piazzò direttamente alla 1ª posizione della classifica generale di Billboard. L'anno seguente ne furono estratti altri tre singoli, che raggiunsero anch'essi la 1ª posizione: ABC, che addirittura scalzò dalla testa delle classifiche il singolo Let It Be dei Beatles, The Love You Save e I'll Be There, entrando nella storia della musica come il primo gruppo in grado di piazzare alla posizione numero 1 di Billboard i suoi primi quattro singoli consecutivi. I cinque fratelli Jackson divennero così in breve tempo un fenomeno negli Stati Uniti con partecipazioni ai più famosi programmi musicali dell'epoca come l'Ed Sullivan Show o l'American Bandstand, imbarcandosi presto in tour promozionali in tutto il paese e creando un grande seguito di fan.
Seguirono altri successi grazie agli album ABC, Third Album e The Jackson 5 Christmas Album nel 1970, Maybe Tomorrow e l'album dal vivo, e colonna sonora dell'omonimo documentario, Goin' Back to Indiana nel 1971, e singoli come Never Can Say Goodbye. Grazie al successo grandioso, e una volta raggiunti dal resto della famiglia, Joe Jackson acquistò una loro villa personale a Hayvenhurst Ave a Encino, California, che resterà la residenza principale della famiglia Jackson fino al 2014.

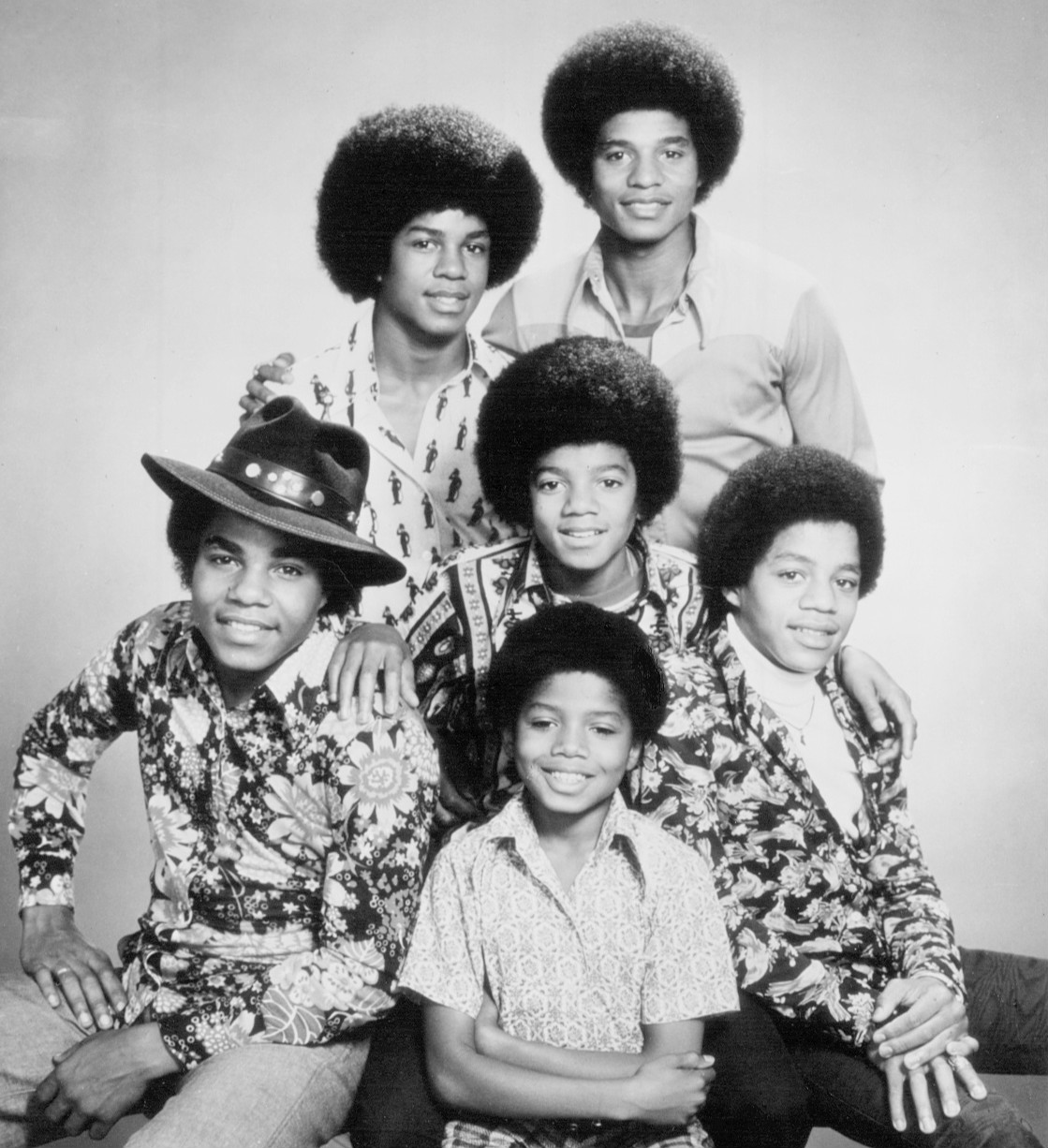
I Jackson 5 (più Randy, al centro in basso) nel 1974.

Nel 1974 uscì il singolo Dancing Machine che fu un altro buon successo, ma l'album che lo conteneva, G.I.T.: Get It Together, non seguì il successo del singolo, confermando un piccolo declino nelle vendite dei fratelli che causò un sempre più costante disinteresse da parte della casa discografica nei loro confronti. Gordy aveva infatti iniziato a spronare i fratelli Michael e Jermaine a realizzare lavori senza gli altri fratelli, producendo i loro primi album da solisti.
Il padre Joseph, contrariato dal fatto che la Motown non avesse promosso adeguatamente gli ultimi lavori e concesso ai figli sufficiente libertà creativa in studio, li spinse a cambiare etichetta e, una volta scaduto il contratto con la Motown il 10 marzo 1976, ne firmò per loro un terzo, questa volta con la CBS Records, prima mediante il marchio Philadelphia International Records, poi con quello di Epic Records. La Motown li accusò di aver rotto a sua insaputa l'accordo in corso: come risultato delle procedure legali, complicate dal matrimonio tra Jermaine e Hazel Gordy, figlia di Berry Gordy, i fratelli dovettero cambiare nome da "The Jackson 5" a "The Jacksons" e persero Jermaine, che volle restare alla vecchia etichetta. A sostituire Jermaine fu chiamato Randy, minore di tutti i fratelli e ormai già capace di suonare, cantare e ballare anche lui, dato che era già apparso sul palco coi fratelli varie volte dal 1972.

### Gli anni della Epic e i nuovi successi (1976-1984)

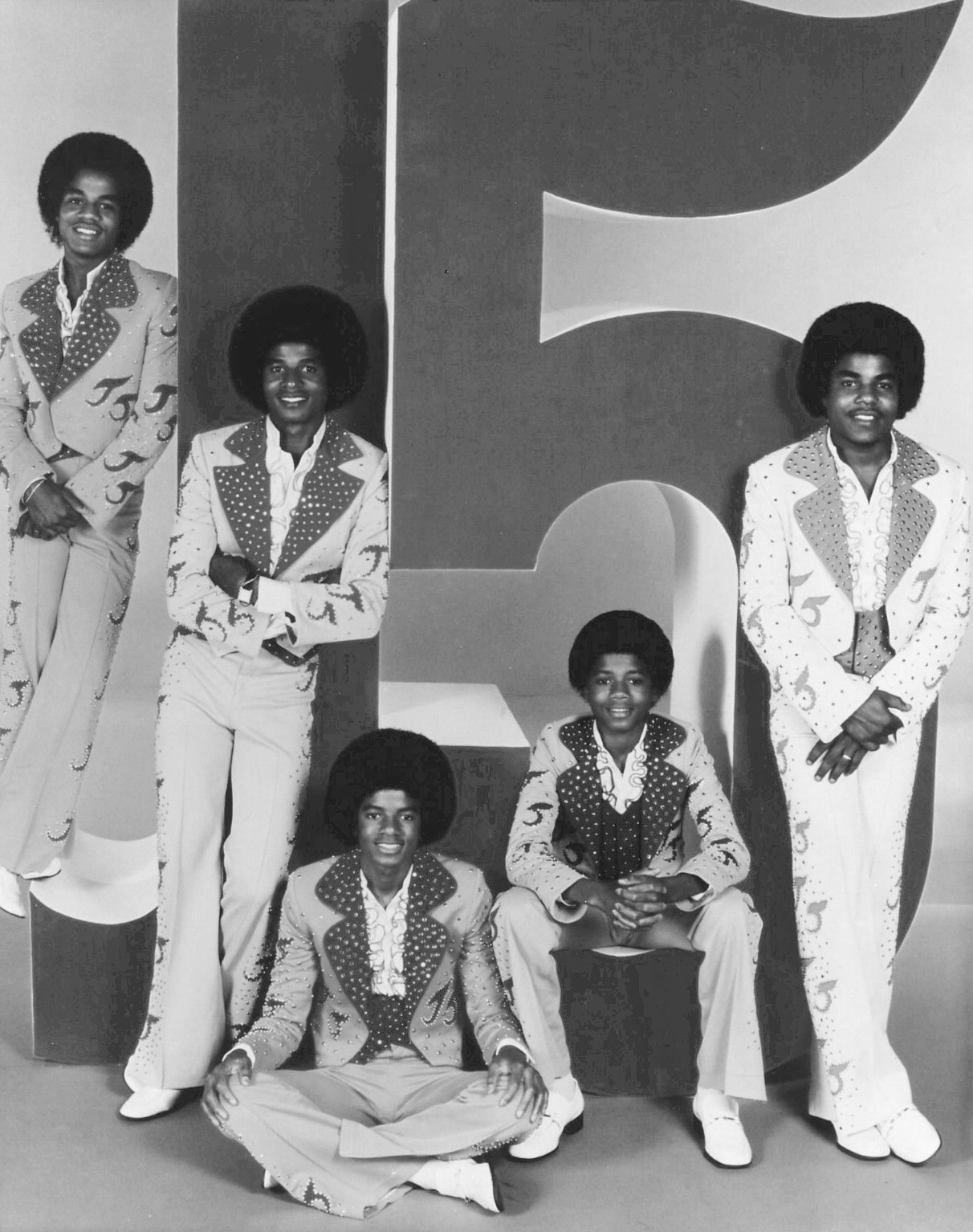
I Jacksons nel 1976 (una delle ultime volte in cui apparvero col logo "J5").

I primi due album per la Epic, The Jacksons (1976) e Goin' Places (1977), ebbero un discreto successo, ma non produssero nessun numero uno negli Stati Uniti e solo uno nel Regno Unito, il singolo Show You the Way to Go, che fu il loro primo e ultimo numero uno nel paese. I cinque fratelli si esibirono in vari spettacoli dal vivo, tra i quali una serie di concerti a Las Vegas e iniziarono a essere coinvolti in alcuni programmi televisivi settimanali prodotti dalla CBS, tra cui un programma musicale e di varietà che li vedeva come protagonisti assoluti: il Jacksons TV Show, tra il 1976 e il 1977. Questi programmi tv prevedevano canti e balli in brevi sketch, che risultavano tuttavia abbastanza banali e non si rivelarono fruttuosi per le vendite dei loro album. In compenso, però, il giovane Michael ebbe la possibilità di dimostrare il suo talento di ballerino.

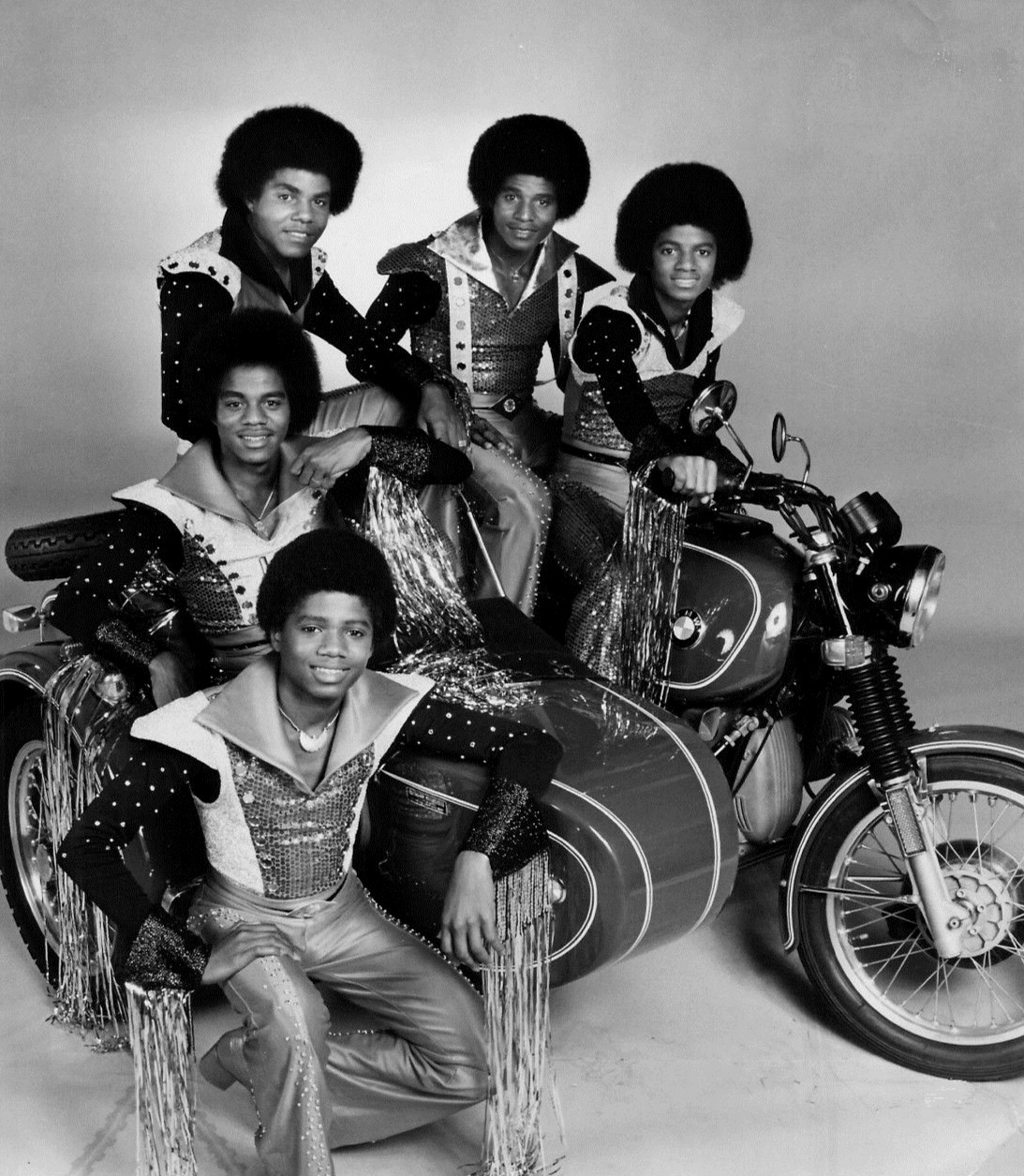
I Jacksons nel 1977.

La svolta per il gruppo nella nuova formazione arrivò con l'album Destiny, pubblicato nel 1978, il primo in cui la Epic lasciò carta bianca ai fratelli che scrissero e produssero tutte le canzoni (tranne una); diventò uno dei loro dischi di maggiore successo, con circa 6 milioni di copie vendute nel mondo e generò due successi a livello internazionale: Shake Your Body (Down to the Ground) e Blame It on the Boogie. Shake Your Body fu il loro primo singolo multiplatino nonché il più venduto, con oltre 2,5 milioni di copie.
Nel 1979 Michael realizzò parallelamente il suo primo album da solista per la Epic, Off the Wall, che ebbe un grande successo raggiungendo la 3ª posizione nella classifica di Billboard e lo lanciò verso una carriera da solista. Il 18 ottobre 1980, però, Michael ritornò in studio con i fratelli per registrare l'album Triumph, seguito dal Triumph Tour, iniziato l'8 luglio 1981 al Mid-South Coliseum di Memphis e conclusosi il 26 settembre dello stesso anno al The Forum di Inglewood, toccando 39 città del Midwest e incassando un totale di 5,5 milioni di dollari. L'album raggiunse la 10ª posizione della classifica generale di Billboard e la 1ª della classifica soul. Nonostante ciò, il confronto con il successo ottenuto da Off the Wall fu evidente e dette un chiaro segnale che ormai la carriera di Michael era più lanciata come solista che come membro dei The Jacksons. L'album Triumph raccolse un altro successo, Can You Feel It, realizzato come singolo nel 1981 e accompagnato da un videoclip ricco di effetti speciali, per l'epoca all'avanguardia. Lo stesso anno uscì anche il loro primo album dal vivo per la Epic, The Jacksons Live!, registrato durante la recente tournée.
Nel 1982 Michael pubblicò il secondo album da solista per la Epic, Thriller, il cui enorme successo lo portò a concedersi un ultimo album coi fratelli e poi a lasciare definitivamente il gruppo; nel 1983 tutti i fratelli, incluso Jermaine, si riunirono per un medley di successi per celebrare i 25 anni della Motown nel programma TV Motown 25: Yesterday, Today, Forever.
Jermaine tornò poi nei Jacksons nel 1984 per l'incisione di Victory, trasformando il gruppo per un breve periodo in un sestetto, prima volta in cui tutti i fratelli maschi della famiglia si trovavano a registrare un album insieme.
L'album Victory, trainato anche dal singolo State of Shock, duetto con Mick Jagger dei Rolling Stones, fu il loro ultimo album di successo, raggiungendo la posizione numero uno della classifica generale di Billboard. A luglio del 1984 partì il Victory Tour che, trainato anche da Thriller, ebbe un vasto successo, nonostante toccasse solo gli USA e il Canada, e fosse accompagnato da alcune polemiche riguardo al prezzo dei biglietti e da alcuni litigi tra i fratelli: Michael, oramai consacrato come solista, fu accusato più volte dagli altri di scarso interesse verso la band e, nell'ultima data del tour a Los Angeles, alla conclusione del concerto, dichiarò al pubblico che quella era la loro ultima esibizione insieme e che avrebbe abbandonato il gruppo, lasciando i fratelli sgomenti, dato che non erano stati avvertiti. In seguito anche Marlon avrebbe abbandonato il gruppo per dedicarsi ad una carriera solista.

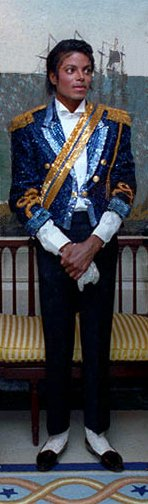
Michael Jackson nel 1984 alla Casa Bianca; nello stesso anno l'artista abbandonò il gruppo di fratelli dopo il loro Victory Tour.

### La carriera senza Michael e Marlon (1985-2001)
Nel 1985 Jackie, Tito, Randy e la sorella La Toya cantarono insieme a Michael nei cori di We Are the World, pezzo scritto da quest'ultimo e Lionel Richie a scopo di beneficenza.
Nel 1989 Jermaine, Tito, Jackie e Randy incisero un ultimo album sotto il nome The Jacksons: 2300 Jackson Street, nella cui title track apparivano, come featuring, anche le voci di Michael, Marlon e delle sorelle Rebbie e Janet, quindi di tutti i fratelli e le sorelle Jackson tranne La Toya (all'epoca allontanatasi dalla famiglia a causa di una storia travagliata di abusi col suo allora marito Jack Gordon). Nonostante il discreto successo del primo singolo, che raggiunse la posizione numero 9 della classifica soul di Billboard, l'album, senza la presenza del fratello più famoso, fu un grande flop e così il gruppo si sciolse nel 1990 e ognuno dei suoi componenti proseguì la propria carriera separatamente.
Nel 1992 fu girata e trasmessa in USA dalla ABC The Jacksons: An American Dream, una miniserie che raccontava per la prima volta la storia della famiglia Jackson, che ottenne un buon successo di pubblico e critica. Per l'occasione venne anche realizzato un CD della colonna sonora dal titolo omonimo, che conteneva alcuni pezzi dell'era Motown.
Nel 1994 tutti i fratelli e le sorelle, tranne La Toya, parteciparono al The Jackson Family Honors a Las Vegas, una serata durante la quale fu celebrata la carriera dei più famosi componenti della famiglia e vennero premiati il loro "scopritore" Berry Gordy e l'amica Elizabeth Taylor. Si esibirono, tra gli altri, Janet Jackson, Aretha Franklin e Céline Dion, con la quale tutti i Jackson, incluso Michael, chiusero la serata intonando il pezzo If You'd Only Believe dell'album 2300 Jackson Street, segnando la prima esibizione dal vivo di Michael assieme ai suoi fratelli sin dal Victory Tour del 1984 e la prima e unica esibizione live di questa canzone da parte di tutti i fratelli al completo, dato che Michael, Marlon e Rebbie non erano presenti nel pezzo originale.
Nel 1997 la band fu ammessa alla Rock and Roll Hall of Fame e tutti e sei i suoi membri parteciparono alla cerimonia e furono premiati da Diana Ross e raggiunti sul palco da Berry Gordy. Nel 1999, invece, furono ammessi alla Vocal Group Hall of Fame.
Nel marzo del 2001 i Jacksons, senza Randy e Michael, parteciparono allo speciale del canale musicale MTV Icon: Janet Jackson, per onorare la più piccola della famiglia. Scusandosi per l'assenza dei due fratelli, i Jacksons annunciarono un video in cui Michael, dalla sua abitazione chiamata Neverland Ranch, mandava i suoi saluti e i suoi complimenti alla sorella.

### La reunion per i 30 anni di carriera di Michael (2001)
Dopo molti anni di annunci su una possibile reunion dei fratelli, e relativi rinvii, i Jacksons si riunirono un'ultima volta come sestetto il 7 e il 10 settembre 2001 al Madison Square Garden di New York in occasione dei concerti-cerimonia per l'anniversario dei trenta anni di carriera solista di Michael Jackson, i Michael Jackson: 30th Anniversary Celebration - The Solo Years, durante i quali suonarono in un medley i loro successi: Can You Feel It, ABC, The Love You Save, I'll Be There, I Want You Back, Dancing Machine (in coppia con gli NSYNC) e Shake Your Body. Fu l'ultima esecuzione dal vivo dei sei fratelli al completo, poiché Michael continuerà la sua carriera da solista mentre Randy si ritirerà dalle scene.

### Morte di Michael e nuova formazione (2009-presente)
Dopo la morte di Michael Jackson, avvenuta il 25 giugno del 2009 per intossicazione acuta da Propofol, i fratelli lo commemorarono durante un funerale pubblico, che fu seguito da oltre 2,5 miliardi di persone in tutto il mondo. Successivamente incisero i cori del primo singolo postumo di Michael, This Is It, canzone inedita scritta e registrata dal cantante con Paul Anka nel 1983, e parteciparono poi al reality show The Jacksons: A Family Dynasty, andato in onda per una sola stagione dal 13 dicembre 2009 al 17 gennaio 2010.

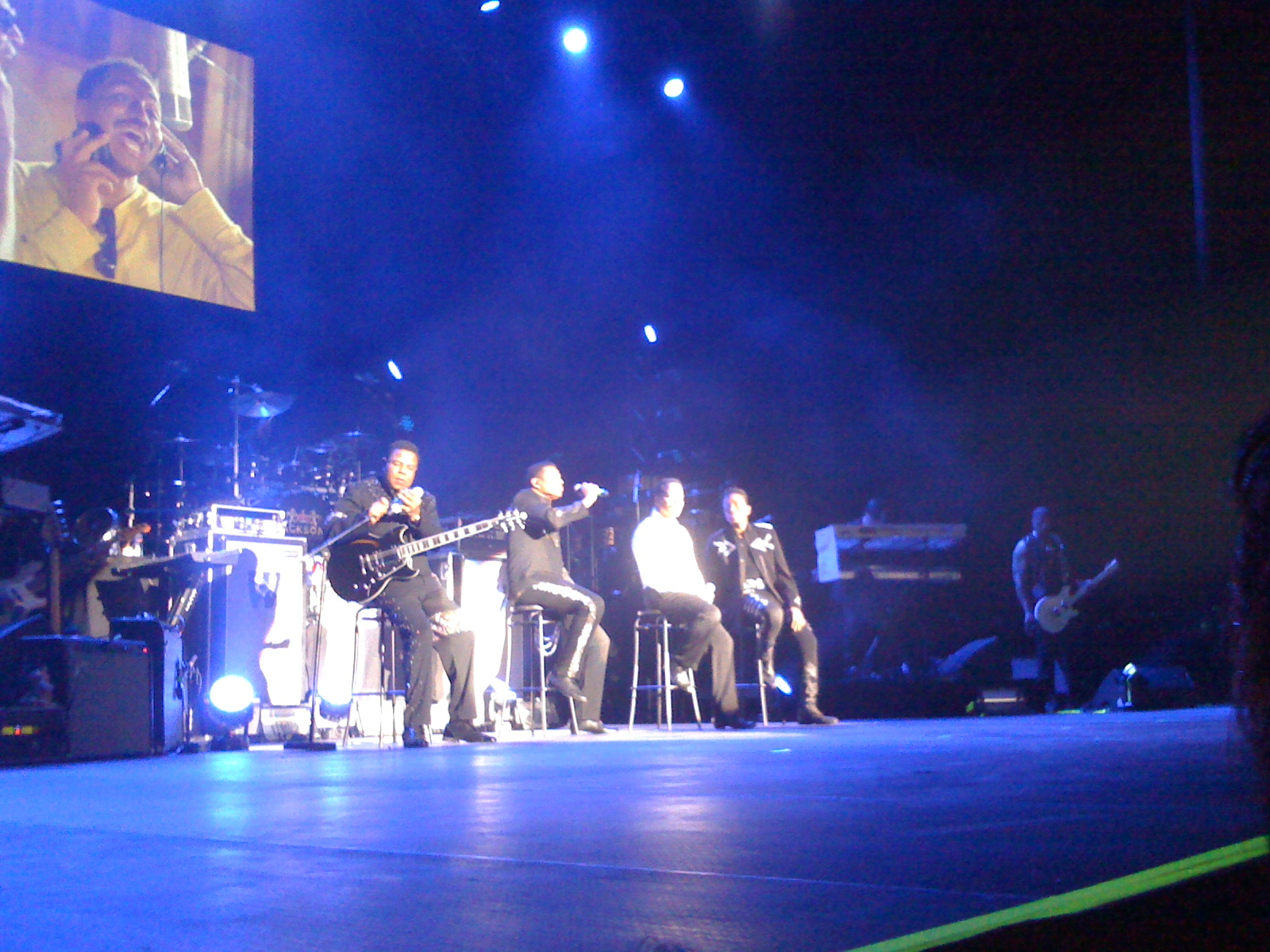
I Jacksons nella loro formazione a quattro durante lo Unity Tour nel 2013.

Nel 2012 Tito, Jackie, Marlon e Jermaine si imbarcarono nello Unity Tour durato fino al 2013. Contemporaneamente Randy si ritirò dalle scene.
Nel 2015 la nuova formazione dei Jacksons intraprese una serie di concerti-evento per celebrare i cinquant'anni di carriera, terminando nel 2017. Nel 2018 la loro canzone Can You Feel It fu scelta come tema per uno spot pubblicitario di Amazon.
Tra il 2018 e il 2024 hanno continuato a esibirsi in spettacoli dal vivo, spesso come terzetto senza il fratello Jermaine, impegnato in alcuni affari in Medio Oriente, che, a partire dal 2023, è stato spesso sostituito da uno dei figli di Tito, Taryll Jackson.
Il 15 settembre 2024, Tito Jackson muore improvvisamente a causa di un infarto, a cinque giorni dal loro ultimo concerto come terzetto tenutosi a Monaco di Baviera in Germania, lasciando il gruppo nell'incertezza, dato che i tre fratelli avevano già varie tappe previste nei mesi successivi. Il 25 ottobre 2024 si esibiscono all'Hard Rock Hotel and Casino di Atlantic City in New Jersey nel loro primo concerto senza Tito Jackson, al quale rendono tributo durante tutta la serata, per la prima volta nella formazione comprendente solo Jackie, Marlon e Taryll.

## Stile musicale
Il gruppo suonava un rhythm 'n' blues diverso da quello di altri artisti dello stesso periodo come Otis Redding e James Brown. I fratelli Jackson cercavano di fondere il funk dei neri alla musica bianca, un'unione che negli anni Settanta influenzò la nascita della disco music. Furono inoltre tra i maggiori esponenti del genere bubblegum, che ispirò il successivo teen pop.

## Influenze
Tra gli artisti che maggiormente influenzarono i Jackson 5, si annoverano James Brown, Jackie Wilson, i Four Tops, i Temptations, le Supremes, Frankie Lymon, i Teenagers, Sly & The Family Stone e i Beatles.
I Jackson 5 a loro volta furono di ispirazione per diverse generazioni di boy band tra cui New Edition, Menudo, New Kids on the Block, Take That, East 17, Hanson, Backstreet Boys, 5ive, *NSYNC, Jonas Brothers, One Direction, nonché il gruppo rock Maroon 5.
Anche i The Osmonds vennero spesso indicati come un gruppo che imitava i Jackson 5, nonostante avessero iniziato la loro carriera quasi in contemporanea. Nei primi anni settanta, i fretelli Osmond registrarono molti pezzi con tonalità simili ai Jackson e si esibirono sul palco con costumi e coreografie che ricordavano molto da vicino quelle dei cinque fratelli Jackson.

## Formazione

### Formazione attuale
- Jackie Jackson – voce, tamburello (1962-1990, 2001, 2012-presente)
- Marlon Jackson – voce, tamburello, conga, percussioni (1962-1985, 2001, 2012-presente)

### Turnisti
- Taryll Jackson – voce (2023-presente)
- Haydon Eshun - voce (2023-presente)

### Ex componenti
- Michael Jackson – voce, coreografie, tamburello, conga (1964-1984, 2001)
- Randy Jackson – voce, tastiere, percussioni (1975-1990, 2001)
- Jermaine Jackson – voce, chitarra, basso (1964-1975, 1983-1990, 2001, 2012-2022)
- Tito Jackson – voce, chitarra (1964-1990, 2001, 2012-2024)

## Riconoscimenti principali
In un'epoca in cui gli artisti di colore erano spesso raramente nominati, i Jackson 5/Jacksons sono stati nominati per un totale di tre Grammy Award nel corso della loro carriera. Tre delle loro canzoni sono state inserite nella prestigiosa Grammy Hall of Fame: I Want You Back (nel 1999), I'll Be There (nel 2011) ed ABC (nel 2017). Hanno inoltre vinto quattro NAACP Image Award nel corso della loro carriera, tutte e quattro le volte come "eccezionale duo o gruppo", rispettivamente nel 1970, 1971, 1972 e 1980. Nel 1972 sono stati insigniti dal Congresso degli Stati Uniti con un "encomio speciale come esempi positivi per i giovani", nel 1974 ricevettero un premio dall'Organizzazione dell'unità africana per aver "rafforzato l'immagine degli afroamericani" mentre, nel 1975, sono stati inseriti come "membri onorari" nel Congressional Black Caucus. I Jacksons hanno ricevuto inoltre la loro stella sulla Hollywood Walk of Fame nel 1980 e sono stati premiati con un BMI Icon Award nel 2008. I Jackson 5 hanno anche ricevuto le "chiavi della città" di Gary, Indiana nel 1971 e quelle della città di Detroit nel 2018.
Principali Hall of Fame in cui sono stati inseriti:
- Young Hollywood Hall of Fame (1970)[71]
- Hollywood Walk of Fame (1980)
- Rock and Roll Hall of Fame (1997)
- Vocal Group Hall of Fame (1999)
- Grammy Hall Of Fame (1999-2011-2017)

## Discografia

### Singoli dei Jackson 5 (Steeltown)
- 1968 - Big Boy/You've Changed[72]
- 1970 - We Don't Have to Be Over 21 (To Fall in Love) (registrato nel 1968, ma pubblicato solo in seguito alla successiva popolarità della band)[73]

### Album dei Jackson 5 (Motown)

#### Album in studio
- 1969 - Diana Ross Presents the Jackson 5
- 1970 - ABC
- 1970 - Third Album
- 1970 - The Jackson 5 Christmas Album
- 1971 - Maybe Tomorrow
- 1972 - Lookin' Through the Windows
- 1973 - Skywriter
- 1973 - G.I.T.: Get It Together
- 1974 - Dancing Machine
- 1975 - Moving Violation
- 1976 - Joyful Jukebox Music
- 1979 - Boogie

#### Album dal vivo
- 1973 - In Japan!
- 2010 - Live at the Forum

### Album dei Jacksons (Epic)

#### Album in studio
- 1976 - The Jacksons
- 1977 - Goin' Places
- 1978 - Destiny
- 1980 - Triumph
- 1984 - Victory
- 1989 - 2300 Jackson Street

#### Album dal vivo
- 1981 - The Jacksons Live!

### Colonne sonore
- 1971 - Goin' Back to Indiana
- 1992 - The Jacksons: An American Dream (colonna sonora dell'omonima miniserie TV)[74]

## Tour

### Tour dei Jackson 5
- The Jackson 5 First National Tour - (2 maggio 1970 - 30 dicembre 1970)
- The Jackson 5 Second National Tour - (2 febbraio 1971 - 15 ottobre 1971)
- The Jackson 5 US Tour - (27 dicembre 1971 - 5 ottobre 1972)
- The Jackson 5 European Tour - (2 novembre 1972 - 12 novembre 1972)
- The Jackson 5 World Tour - (2 marzo 1973 - dicembre 1975)
- The Jackson 5 Final Tour - (13 febbraio 1976 - 19 febbraio 1976)

### Tour dei Jacksons
- The Jacksons Tour - (19 maggio 1977 - 24 maggio 1977)
- Goin' Places Tour - (22 gennaio 1978 - 13 maggio 1978)
- Destiny World Tour - (22 gennaio 1979 - 26 settembre 1980)
- Triumph Tour - (8 luglio 1981 - 26 settembre 1981)
- Victory Tour - (6 luglio 1984 - 9 dicembre 1984)
- Unity Tour - (20 giugno 2012 - 27 luglio 2013)
- 50th Anniversary Tour (2015-2017)[75]

### Altre partecipazioni
- Motown 25 (25 marzo 1983), concerto-evento per celebrare i 25 anni della Motown, trasmesso dalla NBC il 16 maggio dello stesso anno.
- The Jackson Family Honors (22 febbraio 1994), concerto-evento con la partecipazione di tutti i fratelli e le sorelle Jackson, esclusa La Toya, trasmesso dalla NBC.
- Michael Jackson: 30th Anniversary Celebration (7 e 10 settembre 2001), concerto-evento per celebrare i 30 anni di carriera solista di Michael Jackson, trasmesso dalla CBS il 13 novembre del 2001.

## Influenza culturale
Nella specialità di poker denominata Texas hold 'em la starting hand J5 (mano con una coppia di jack e almeno un cinque) è scherzosamente chiamata dai giocatori "Jackson Five" in onore del gruppo musicale.
I Jackson 5 vengono nominati in alcuni episodi de I Simpson e nell'episodio Truffa oggi... truffa domani! della dodicesima stagione, andato in onda nel 2000, in una scena appare Michael Jackson insieme a 4 pupazzi legati insieme da un palo di legno orizzontale, rappresentanti i suoi fratelli.
Nel libro Becoming, Michelle Obama cita la band dicendo che era solita ascoltare i loro dischi con la famiglia e, inoltre, la rivista Rolling Stone ha riportato di come l'ex first lady abbia citato come sue canzoni preferite The Love You Save e ABC.